# Le Bel Antonio
Pour plus de détails, voir Fiche technique et Distribution.
Le Bel Antonio (Il bell'Antonio) est un film franco-italien réalisé par Mauro Bolognini, sorti en 1960.
Il s'agit de l'adaptation du roman italien éponyme de Vitaliano Brancati, publié en 1949.

## Synopsis

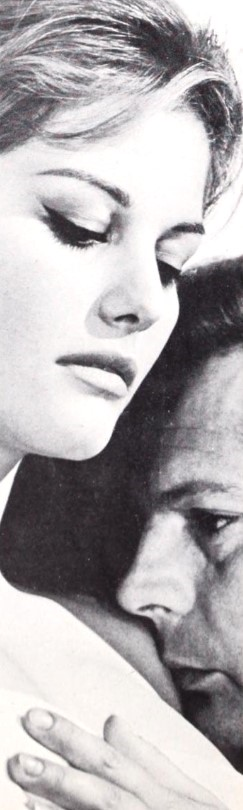
Claudia Cardinale et Marcello Mastroianni dans le film.

Avant le générique de début, le thème du film est posé : une femme supplie Antonio de lui donner ce qu'une femme est en droit d'attendre de « son » homme.
Le film traite de l'impuissance masculine, de la société italienne et plus particulièrement sicilienne machiste. L'homme doit y tenir sa place d'homme.
Antonio qui revient de Rome est, dès les premières images, taciturne comme s'il avait un lourd secret à porter. Il a de toute évidence beaucoup de succès auprès des femmes. Son père, Alfio Magnano, qui possède une orangeraie, est accablé de dettes et souhaiterait le voir se marier à une riche héritière, Barbara Puglisi. Antonio refuse, prétextant qu'il souhaite prendre son temps. 
Après avoir trouvé  par hasard la photo de la promise, ébloui par sa beauté, il accepte finalement de se marier, conformément au souhait de son père.
Un an plus tard, le père de la mariée, notaire, demande l'annulation du mariage par l'Église, puisque celui-ci n'a toujours pas été consommé. Il souhaite, de plus, la remarier avec un riche prétendant. La mariée, au début réticente, finit par accepter. Elle a, en effet, appris entre-temps par une domestique que son mari n'agissait pas avec elle comme un mari.
L'explication vient bientôt : Antonio confie à son cousin Edoardo qu'il n'a réussi à coucher qu'avec une seule femme et que, depuis, l'amour lui fait perdre ses moyens. Il décrit le froid qui l'engourdit au moment critique.
Barbara, l'ex-épouse d'Antonio, se remarie avec un aristocrate richissime. Dans le même temps, Alfio Magnano meurt dans les bras d'une prostituée.
Témoin d'un malaise de sa jeune bonne Santuzza, Rosaria Magnano, la mère d'Antonio, comprend que celle-ci est enceinte et elle s'en réjouit, croyant que son fils est le père de l’enfant à naître et qu'il prouve ainsi sa virilité. En fait, le père est probablement son neveu, Edoardo, que l’on a vu faire des avances à la jeune femme. Ni Antonio ni Santuzza ne la détrompent.
Santuzza demande pardon à Antonio (confirmant qu’il n’est pas le père de son enfant) pendant que Rosaria, folle de joie, fait en sorte que toute la ville soit au courant de la paternité de son fils.
Dans la scène finale, son cousin Edoardo téléphone à Antonio pour le féliciter de sa paternité. Antonio lui demande pourquoi il devrait être heureux (puisqu’il n’est pas le père). Edoardo répond que toute la ville est au courant : Antonio n'est pas impuissant, sa réputation est sauvée.
Mais Antonio est toujours amoureux de Barbara. Son cousin lui explique qu’il y a plus important, que maintenant il aura une vie, une famille, qu’il sera comme les autres, qu’il aura un fils, son fils. (Cette précision confirme la paternité d’Edoardo et le « cadeau » qu’il fait à Antonio). Edoardo veut être le parrain (une manière de conserver un lien avec son enfant biologique) et, lors du baptême, il portera l’enfant bien haut pour faire taire les mauvaises langues.
Désormais, Antonio sera un « homme ».

## Fiche technique
- Titre : Le Bel Antonio
- Titre original : Il bell'Antonio
- Réalisation : Mauro Bolognini
- Scénario : Pier Paolo Pasolini et Gino Visentini d'après le roman de Vitaliano Brancati
- Production : Alfredo Bini et Cino Del Duca
- Musique : Piero Piccioni
- Photographie : Armando Nannuzzi
- Cadreur : Marcello Gatti
- Montage : Nino Baragli
- Décors : Carlo Egidi et Piero Tosi
- Costumes : Piero Tosi
- Pays de production : Italie - France
- Format : Noir et blanc - Mono
- Genre : Drame
- Durée : 105 minutes
- Dates de sortie : 
  - Italie : 4 mars 1960
  - France : 5 juillet 1961

## Distribution
- Marcello Mastroianni : Antonio Magnano (vf : Jean-Claude Michel)
- Claudia Cardinale : Barbara Puglisi (vf : Michele Bardollet), l'épouse d'Antonio
- Pierre Brasseur : Alfio Magnano, le père d'Antonio
- Rina Morelli : Rosaria Magnano (vf : Denise Grey), la mère d'Antonio
- Tomás Milián : Edoardo, le cousin d'Antonio
- Fulvia Mammi : Elena Ardizzone
- Patrizia Bini : Santuzza (créditée comme Patrizia Rini), la bonne de la famille Magnano
- Anna Arena : Signora Puglisi
- Nino Camarda
- Guido Celano : Calderana (vf : Yves Brainville)
- Jole Fierro
- M. Luisa Crescenzi
- Cesarina Gheraldi
- Gina Mattarolo
- Alice Sandro
- Maurizio Conti
- Salvatore Fazio
- Rino Giusti
- Enzo Tiribelli
- Ugo Torrente

## Récompenses et distinctions
- Léopard d'or au Festival international de Locarno.

## Commentaire
« Le Bel Antonio est une charge piquante contre une société obsédée par la puissance masculine. Puissance politique — dont l'un des modèles est le fascisme —, puissance économique et puissance sexuelle. Prépotence dont la raison d'être est l'accumulation, l'expansion. […] L'Amour semble exclu de ce monde où vit Antonio. Et notamment l'amour pris au sens platonique, au sens d'un élan purement spirituel et désintéressé vers l'autre, vécu indépendamment du désir charnel, de toute concupiscence. »

— Enrique Seknadje sur Culturopoing
- Le rôle devait initialement être attribué à Jacques Charrier, mais ce dernier s'étant désisté au dernier moment, Bolognini l'octroiera à Mastroianni.